# Thomas Herndon (Sänger)
Thomas Herndon (* 23. Juli 1937 in Durham, North Carolina; † 6. Januar 1981 in Hamburg) war ein US-amerikanischer Opernsänger (Tenor).

## Leben
Herndon studierte Gesang bei Walter Johnson am Westminster College (New Jersey), bei Sidney Dietch und Dorothy Di Scalia in Philadelphia, später in Europa dann bei Hertha Kalcher in Stuttgart. Außerdem besuchte er Meisterkurse bei Dusolina Giannini in Zürich.
Anfang der 1960er Jahre kam er nach Europa, wo er sein erstes Festengagement am Stadttheater Heidelberg (1964–1968) einging. Dort debütierte er als Ernesto in Don Pasquale. Weitere Bühnenstationen waren das Nationaltheater Weimar (Spielzeit 1968/69) und die Staatsoper Stuttgart (1969–1973). Während dieser Engagements sang er das lyrische Tenorfach. Mit Beginn seiner Verpflichtung an die Hamburgische Staatsoper (ab 1973) übernahm er auch Partien des jugendlich-dramatischen und des heldischen Fachs. In Hamburg trat er schwerpunktmäßig als jugendlicher Helden- und Charaktertenor auf.
Zu seinen Partien gehörten u. a. Tamino in Die Zauberflöte, der Titelheld in Faust, Herzog in Rigoletto, Manrico in Il trovatore, der Titelheld in Don Carlos, Cavaradossi in Tosca, Canio in Pagliacci, Lenski in Eugen Onegin, Stewa in Jenůfa und Erik in Der fliegende Holländer. Im späteren Verlauf seiner Karriere übernahm er auch den Herodes in Salome (Spielzeit 1979/80) und den Aegisth in Elektra (Spielzeit 1979/80; „trotzig-verständnislos“, mit „tenoralem Durchsetzungsvermögen“; Premiere: Mai 1980, Regie: August Everding). Im Bereich der Moderne trat er als Präsident von Walter in der Oper Kabale und Liebe von Gottfried von Einem auf.
Zwischen 1970 und 1977 gastierte er an der Wiener Staatsoper, wo er den Matteo in Arabella (u. a. mit Anneliese Rothenberger als Partnerin) und Henry Morosus in der Strauss-Oper Die schweigsame Frau (März/Mai 1973) sang. Von 1976 bis 1980 hatte er einen regelmäßigen Gastiervertrag mit dem Opernhaus Zürich. An der Mailänder Scala trat er in Moses und Aron auf. Er gastierte in Deutschland weiter an der Bayerischen Staatsoper München, am Opernhaus Frankfurt, am Nationaltheater Mannheim, an der Staatsoper Hannover, an der Deutschen Oper Berlin, am Staatstheater Wiesbaden, am Staatstheater Kassel, am Staatstheater Braunschweig (1969, als Titelheld in Hoffmanns Erzählungen), an der Staatsoper Stuttgart (1977, als Manrico) und an der Deutschen Oper am Rhein. Im Februar 1967 gastierte er am Opernhaus Nürnberg als Manrico in Der Troubadour.
Im Ausland gab er Gastspiele an der Niederländischen Oper Amsterdam, an der Pariser Oper (1977, als Desportes in Die Soldaten im Palais Garnier), in Tel Aviv und beim Maggio Musicale Fiorentino.
In der Spielzeit 1976/77 sang er an der Hamburgischen Staatsoper den Edelmann Desportes in einer Neuproduktion der Oper Die Soldaten. Im März 1980 trat er dort in zwei konzertanten Aufführungen der Donizetti-Oper Roberto Devereux, in der Montserrat Caballé und José Carreras die Hauptpartien sangen, als Lord Cecil auf.
Seine letzte Hamburger Premierenrolle war der Froh in Das Rheingold (Inszenierung: Götz Friedrich) im November 1980; er war, vom Regisseur dazu bestimmt, „einen Yo-yo spielenden Geck“ darzustellen, als „tenoral-potenter Froh gesanglich ein wenig geradlinig und eintönig“. Am Silvestertag 1980 und am 3. Januar 1981 sang er an der Hamburgischen Staatsoper noch den Gesangslehrer Alfred in der Strauß-Operette Die Fledermaus. Am 4. Januar 1981 übernahm er in der Palestrina-Vorstellung die Rolle des römischen Kardinallegaten Bernardo Navagerio. Während des 2. Aktes erlitt er auf der Bühne der Hamburgischen Staatsoper am Schluss seiner großen Szene, die er unter Mühen noch zu Ende sang, einen Gehirnschlag. Beim Abgehen konnte er sich auf der Treppe noch am Geländer festhalten, brach dann jedoch hinter der Bühne bewusstlos zusammen. Er verstarb wenige Tage später im Alter von 43 Jahren, ohne das Bewusstsein wiedererlangt zu haben.
Herndon trat auch als Konzertsänger mit einem umfangreichen Repertoire auf. Seine Stimme ist in Mitschnitten von Rundfunk-Opernsendungen erhalten. Außerdem existiert ein Live-Mitschnitt der Oper Arabella aus dem Grand Théâtre de Genève (Orchestre de la Suisse Romande, Dirigent: Heinrich Hollreiser) aus dem Jahre 1979, in dem er den Matteo singt.